# Live at Palladium
Live at Palladium − album Agi Zaryan zawierający materiał zarejestrowany podczas warszawskiego koncertu, który odbył się w klubie Palladium 27 maja 2008 roku. Płyta, której premiera nastąpiła 10 listopada 2008, wydana została w trzech edycjach: jako podwójne CD, podwójne CD z DVD zawierającym audiowizualną rejestrację koncertu oraz jako płyta analogowa przeznaczona do sprzedaży w najlepszych sklepach hi-fi i na portalach audiofilskich.
Nagrania uzyskały status poczwórnej platynowej płyty.

## Lista utworów
Opracowano na podstawie materiału źródłowego.

### CD1
1. Seventh Heaven − 7:10
2. It Might as Well Be Spring − 5:47
3. Woman's Work − 5:23
4. Throw It Away − 5:22
5. Picking Up the Pieces − 6:53
6. I Hear Music − 8:03
7. Answer Me − 4:21

### CD2
1. Tender as a Rose − 5:18
2. Day Dream − 6:31
3. Here's to Life − 8:37
4. Suzanne − 13:00
5. Never Said (Chan's Song) / Trust Me − 10:01
6. Visions − 9:34

## Twórcy
Aga Zaryan – wokal

Darek Oleszkiewicz – kontrabas

Larry Koonse – gitary

Munyungo Jackson – instrumenty perkusyjne